# Miaodao Haixia
Miaodao Haixia (kinesiska: 庙岛海峡) är ett sund i Kina. Det ligger i provinsen Shandong, i den östra delen av landet, omkring 360 kilometer öster om provinshuvudstaden Jinan.
Genomsnittlig årsnederbörd är 750 millimeter. Den regnigaste månaden är juli, med i genomsnitt 295 mm nederbörd, och den torraste är januari, med 11 mm nederbörd.